# Gouvernorat d'Amran
Pour les articles homonymes, voir Amran (homonymie).

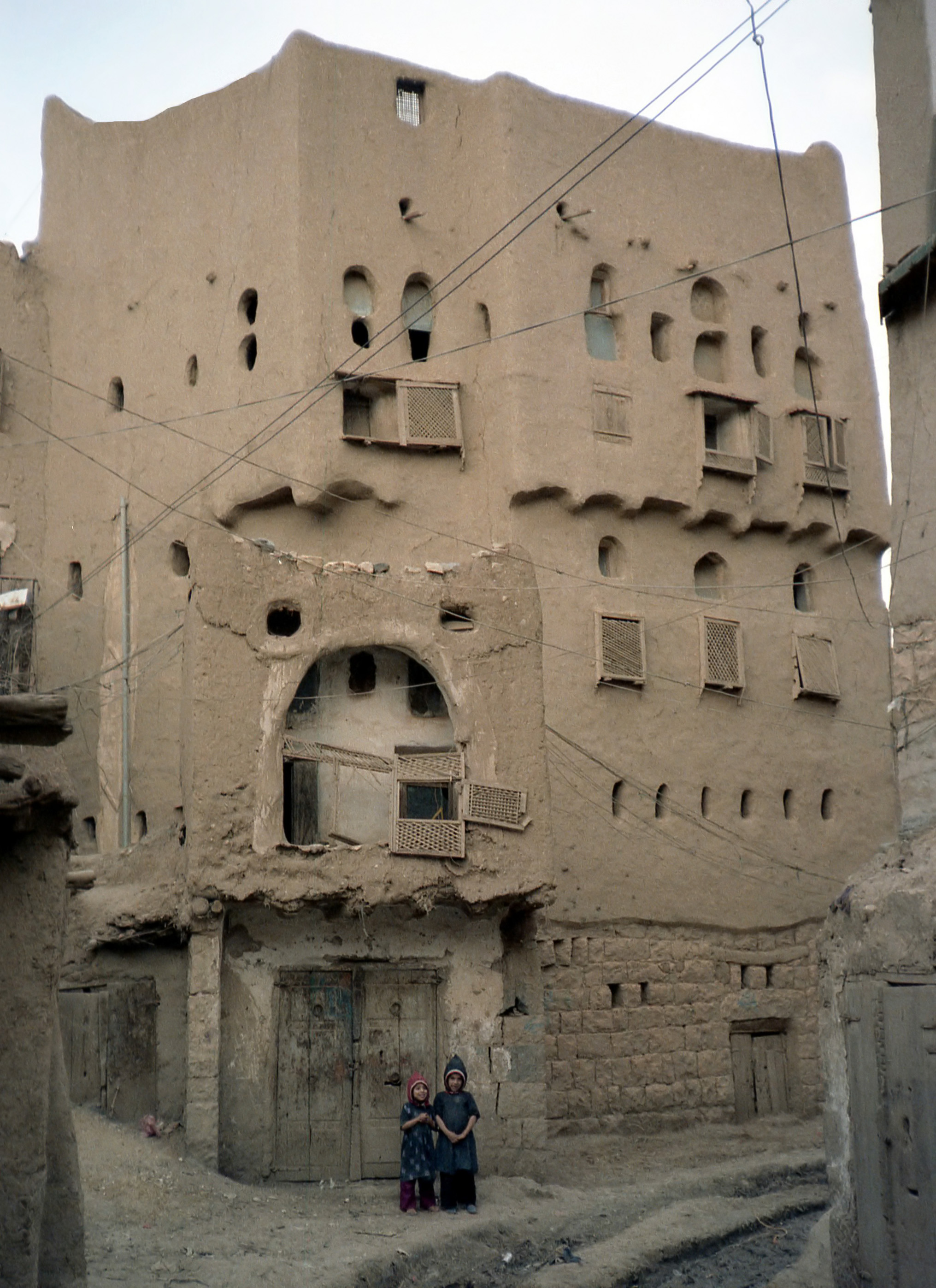
Bâtiment à Amran

'Amran (en arabe : عمران 'Amrān) est un gouvernorat du Yémen. Sa capitale est Amran. En 2011, sa population atteint 1 061 000 habitants.

## Districts
Les chefs-lieux des districts qui suivent sont en gras lorsque figurant sur la carte Michelin n°745 (Afrique du Nord-Arabie).
- District de Al Ashah
- District de Al Madan
- District de Al Qaflah
- District de Amran, 96.375 habitants au recensement de 2003
- District d'As Sawd
- District d'As Sudah
- District de Bani Suraim
- District de Dhi Bin
- District de Habur Zulaymah
- District de Harf Sufyan
- District de Huth
- District d'Iyal Surayh
- District de Jabal Iyal Yazid
- District de Khamir
- District de Kharif
- District de Maswar
- District de Raydah
- District de Shaharah
- District de Suwayr
- District de Thula